# كازوتو إيشيدا
كازوتو إيشيدا (باليابانية: 石堂 和人) (1 أبريل 1982 في كوكي في اليابان – )؛ هو لاعب كرة قدم ياباني سابق كان يلعب كلاعب وسط.

## وصلات خارجية
- كازوتو إيشيدا على موقع رابطة كرة القدم اليابانية للمحترفين (اليابانية)
- كازوتو إيشيدا على موقع Soccerway.com (الإنجليزية)